# Xian de Guazhou
Pour les articles homonymes, voir Anxi.
Le xian de Guazhou (chinois : 瓜州县 ; pinyin : Guāzhōu Xiàn), anciennement district d'Anxi (安西县), est un district administratif de la province du Gansu en Chine. Il est placé sous la juridiction de la ville-préfecture de Jiuquan.
Le centre industriel est desservi par la gare de Guazhou (zh), située sur la ligne ferroviaire Lan-Xin.

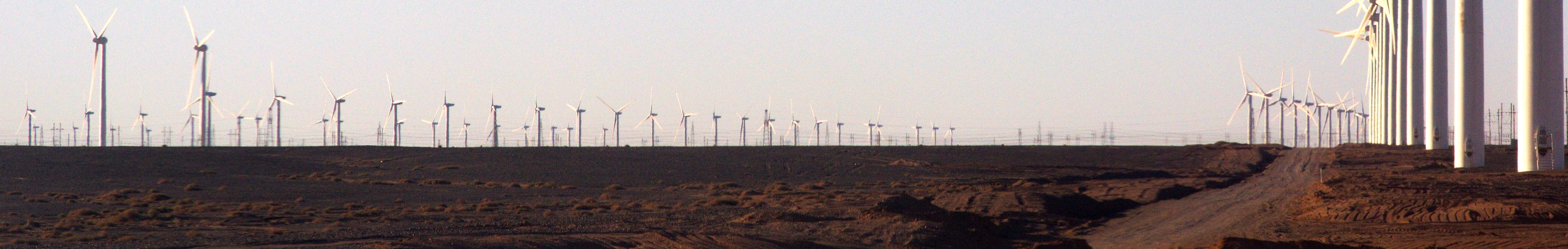
Une partie du champ d'éoliennes de Guazhou.

Le xian comporte un des plus grands parcs éoliens de Chine, partie intégrante de la ferme éolienne de Gansu. Il produit plus de 200 MW d'électricité et était initialement prévu pour en produire 400 MW d'ici à 2015,. Elle atteignait déjà, en 2010, la production de 3 800 MW[réf. nécessaire].
Les fermes éoliennes du Gansu produisaient au total 5 160 MW en novembre 2010, dont la majorité à Guazhou, et devrait produit 20 GW d'ici à 2020.